# 黃于郊
黄于郊（？—？），字君麟，號復初，浙江湖州府长兴县人，明朝政治人物。

## 生平
万历二十八年（1600年）庚子科浙江乡试舉人，萬曆三十二年（1604年）甲辰科进士，通政司觀政，初授恩县知县，三十五年调葉縣，三十八年丁憂。萬曆四十年（1612年）升工部主事，管節慎庫，四十四年荆州抽分，升员外，本年升郎中，管理三山。萬曆四十七年（1619年）升廣東參議，天启元年（1621年）调廣西提学參議，二年升廣東海北道副使。

## 家族
曾祖黄忠，寿官。祖黄文旦，光禄寺署丞。父黄可教，乙酉舉人、見任知縣。母朱氏，继母李氏。娶李氏。子一清。